# Muy Muy
Muy Muy es un municipio del departamento de Matagalpa en la República de Nicaragua. Dista 140 kilómetros de Managua, la Capital.

## Toponimia
Muy Muy es una grafía de "Muimui" en lengua matagalpa que significa "Los mejores" y en náhuatl significa "nutria" ("perro o lobo de agua"), animal que vive en los ríos y se alimenta de peces.

## Geografía
El término municipal limita al norte con los municipios de San Ramón y Matiguás, al sur con el municipio de Boaco, al este con el  municipio de Matiguás y al oeste con los municipios de Esquipulas y Matagalpa. La cabecera municipal está ubicada a 148 kilómetros de la capital de Managua.
La topografía del terreno presenta las siguientes características: 32.1% terrenos llanos, 41.0% terrenos ondulados y 26.9% terrenos quebrados.

## Historia
Muy Muy es una antigua comunidad de nativos americanos que los españoles incorporaron en 1568 en el Corrigimiento de Sébaco y Chontales.
Inicialmente estuvo ubicado en el llano de Wanawás, a unos 35 kilómetros de distancia de su localización actual, hacia donde fue trasladado en 1748 debido a los ataques de misquitos y zambos.
Primero, se le llamó "La Patriota" como una comarca rural, el actual "Muy Muy Viejo", donde sus primeros pobladores fueron los indígenas descendientes de las tribus de matagalpas, en las montañas al norte de Matiguás, en donde la navegabilidad de los ríos a orillas de los cuales vivían les convirtió en fácil presa de los invasores misquitos y zambos, que bajaban por el río Tuma y les atacaban. Esto les obligó a trasladarse, guiados por Antonio de Castillo Zamora a su locación actual.

## Demografía
Muy Muy tiene una población actual de 17,299 habitantes. De la población total, el 49% son hombres y el 51% son mujeres. Casi el 33% de la población vive en la zona urbana.

## Naturaleza y clima
El municipio tiene un clima tropical.
El ecosistema del territorio se caracteriza por la presencia de una vegetación rala o casi nula, con zonas compactas desforestadas, sin embargo existen algunas pequeñas montañas de importancia (la Peña). A nivel territorial todavía sobreviven algunas especies forestales en periodo de extinción como: caoba, pochote, cedro real, cedro macho, laurel, madroño, coyote, bálsamo o níspero. En lo referente a las aguas superficiales y subterráneas, tienden a aminorar sus caudales debido a la tala, caza, pesca, uso irracional y la contaminación de las aguas sin un debido control.

## Atractivos
Existen atractivos naturales poco explorados, como los pequeños cañones del río Olama, las fumarolas de Aguas Calientes, los saltos de El Carnero y Esquirín o la muralla circular de El Corozo de 260 metros de altura y 3 kilómetros de perímetro.

## Localidades
Cuenta con una cabecera municipal del mismo nombre con 11 barrios y 12 comarcas rurales: Compasagua, San Marcos, Malpaso, San Pedro, Las Pavas, Guiligua, El Bálsamo, Cerro del Caballo, Maizama, Esquirín, Olama y Aguas Calientes.

## Economía
La actividad económica predominante es la agricultura, la cual es fundamentalmente para consumo del mercado interno y familiar, sembrándose granos básicos, tales como arroz, frijoles, musáceas, yuca, o sea tubérculos en una economía campesina de subsistencia. La economía municipal también descansa fuertemente en la cosecha de cafe y producción ganadera de lecha y engorde, con una industria del queso que exporta su producto hacia otros países.

## Tradiciones
En sus las fiestas patronales en honor a San Benito de Palermo celebradas a partir del 4 de abril de cada año, es costumbre que los montados a caballo compitan en carreras de cinta para la elección de la Reina; así como en corridas de toros en la llamada barrera de toros. Con participación de la población se realiza una misa solemne por el Obispo de la Diócesis de Matagalpa y posterior una procesión de la venerada imagen del Santo al son de chicheros y fuegos pirotécnicos.